# Wolverton viadukt
A Wolverton viadukt egy vasúti híd, amely a West Coast Main Line-t vezeti át a Great Ouse folyó felett Wolverton északi részén, Milton Keynes városrészben, Délkelet-Angliában. 1838-ban épült a London and Birmingham Railway (L&BR) számára Robert Stephenson tervei alapján, és ez volt a legnagyobb viadukt az L&BR útvonalán. A Wolverton Embankment közepén található, amely maga is a vonal legnagyobbja. Hat téglaívvel rendelkezik, és 200 méter hosszúságú, a folyó felett legfeljebb 17 méteres magasságot ér el, és jelentős, díszes íveket tartalmazó támpilléreken nyugszik. A viadukt és a töltés John Cooke Bourne rajzain szerepel. Több kortárs kommentátor Stephenson hídjait a római vízvezetékekhez hasonlította. Egyes modern mérnökök és vasúttörténészek szerint a Wolverton viadukt nem olyan innovatív vagy lenyűgöző, mint néhány követője, de ennek ellenére dicsérik a látványát.
A vágat az építés során kigyulladt, és több éven át csúszásoktól és települési problémáktól szenvedett. A viaduktot az 1880-as években négy vágány befogadására kiszélesítették egy kéktéglás bővítéssel, szemben a vörös téglás eredetivel; az új szerkezetet nem építették össze az eredetivel, és a két építmény határa alulról jól látható. Az 1950-es években a a villamos vontatás számára felsővezeték-tartó oszlopokat építettek rá, de egyébként a híd alig változott a megépítése óta. Számos más L&BR-viadukttal közös vonásai vannak, és ma már II. fokozatú műemlék.

## Háttér
A London and Birmingham Railway (L&BR) volt Nagy-Britannia első távolsági vasútja a fővárosból. Főmérnöke Robert Stephenson volt, aki az útvonal felméréséért és a szállításhoz szükséges szerkezetek tervezéséért felelt. Az építésre 1834-től kezdődően adtak ki szerződéseket. Stephenson eltökélt szándéka volt, hogy az útvonal minimális emelkedőkkel és ívekkel rendelkezzen; az uralkodó emelkedő a vonalon 1:330. Stephenson, ahol csak lehetett, kihasználta a természetes völgyeket és síkságokat, de a vasútvonal mégis komoly mélyépítési munkákat igényelt a völgyeken és a dombokon való átkeléséhez, beleértve a Brent és a Colne folyó feletti viaduktokat, valamint a Watford-alagutat és a Tring Cuttinget, hogy a vasút a Chiltern-hegységen keresztülhaladjon. A munkát teljes egészében kézzel végezte több ezer munkás kéziszerszámokkal, lovak és puskapor korlátozott használatával.
A viadukt egyike a Wolverton környéki több, az L&BR-hez kapcsolódó építménynek. Wolverton nagyjából az útvonal felénél volt, és a rendelkezésre álló földterület és a jó vízellátás miatt ideális helyszín volt a vasút munkálatai számára, és a vonal rövid szakaszán több más, L&BR-kori híd is fennmaradt, köztük egy a Grand Union csatornán átívelő híd és egy ferde híd a munkálatok közelében, valamint a Kék híd délebbre. A várostól északra fekvő Great Ouse folyó és völgye más angol folyókkal összehasonlítva nem mély ezen a ponton, de a völgy széles, és a völgy feneke 15 méterrel volt a Stephenson által preferált lejtés optimális pályaszintje alatt. Ezért a viadukt a vonal egyik legnagyobb építménye..

## Jellemzői
A Wolvertonon átvezető terep enyhén ereszkedik észak felé. A vasút szintben tartása érdekében Stephenson megtervezte a vonal legnagyobb, 15 méter magas és 2,4 kilométer hosszú töltését, amelyet a viadukt megszakított, hogy magát a folyót keresztezze. Több mint 13 millió köbláb (368 000 köbméter) földet használtak fel a töltés megépítéséhez, amelynek nagy részét ideiglenes síneken vonattal szállították a helyszínre.
A viadukt hat ellipszis alakú ívből áll, és 200 méter hosszú, 16 méter széles (eredetileg), és legfeljebb 17 méter magasra emelkedik a folyó fölé. Angol kötésmintázatú vörös téglából épült, és részben vörös homokkővel burkolták. A javításokat kék mérnöki téglákkal végezték. A boltívek téglalap alakú pilléreken állnak, amelyek 11 láb 3 hüvelyk (3,4 méter) szélesek az alapnál, és a koronánál 10 láb 10 hüvelyk (3,30 méter) szélesre keskenyednek. A pillérek D-alakú vágott víztükrökkel rendelkeznek.
A hídnak kőből készült, szabályos időközönként megtört, menedékhelyeket biztosító parapetje van. A két végén lévő pillérek sokkal nagyobbak, és további kőmunkával rendelkeznek, beleértve a frízeket is. Mindkét végén jelentős támpillérek vannak, amelyekbe négy kis, lekerekített ív van vágva, amelyeknek a fesztávolsága 15 láb (4,6 méter). Ezek közül az első kettő egy tömör falból emelkedik ki, és a fő boltívek magasságának felénél kezdődik. A harmadik ív teljes magasságú, a negyedik pedig részben be van temetve. A híd hosszában súlyos párkány (egy dekoratív vízszintes párkány az ívek felett, de a parapet alatt) fut végig, amelyet fogazott díszítés (faragott tömbök) díszít ott, ahol a befejező pillérek találkoznak a támpillérekkel - ez Stephenson hídjaira jellemző.

## Története

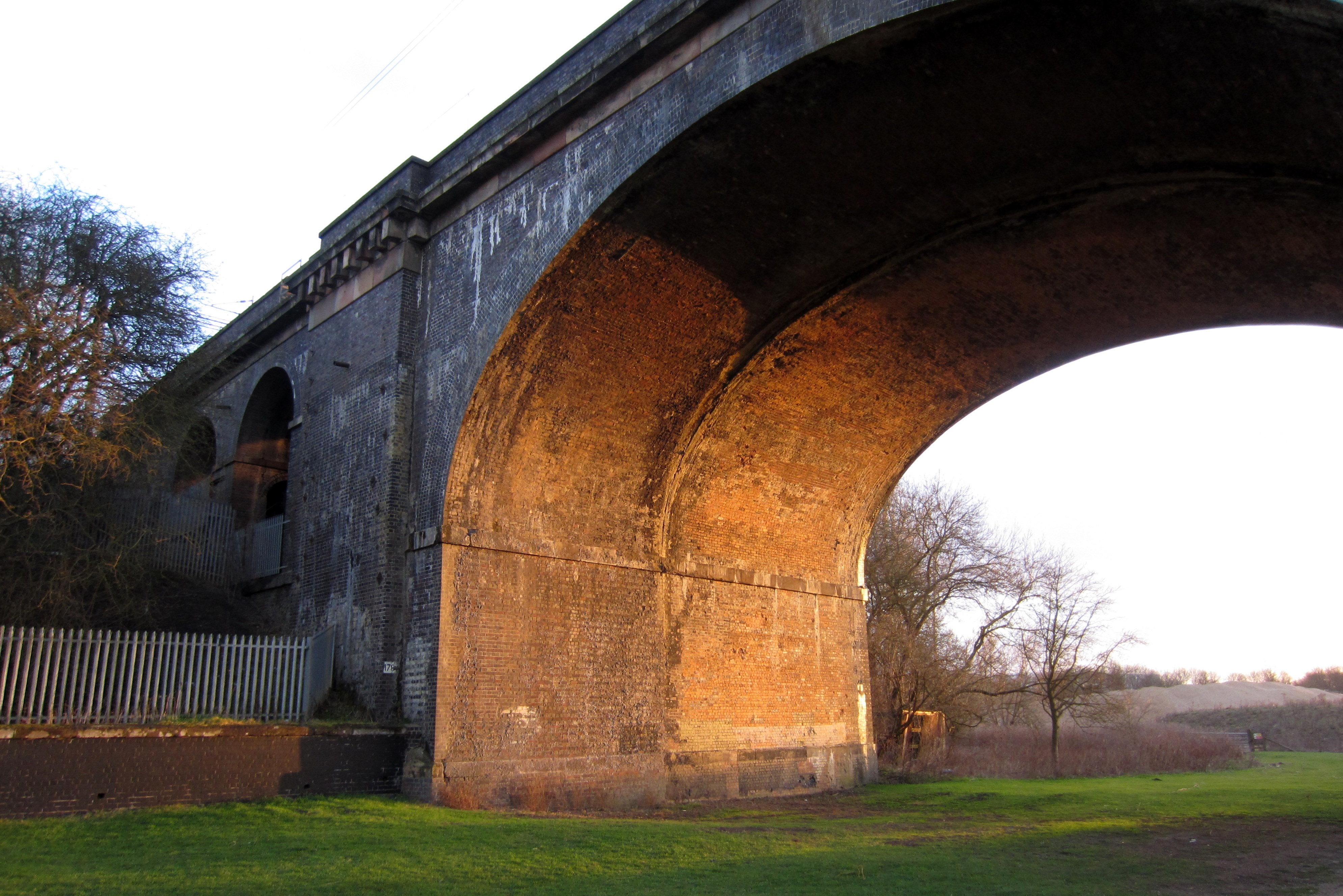
Nézet az egyik boltív alól; jól látható a régi és az új szerkezetek közötti elválasztás

A töltés jelentős gondot okozott Stephensonnak. Építéséhez át kellett kelni a Grand Union csatornán, amelynek tulajdonosai nem voltak hajlandóak együttműködni új versenytársukkal. Az L&BR kénytelen volt bírósági végzéssel megakadályozni, hogy a csatornatársaság lebontson egy ideiglenes hidat, amelyet az építővonatok ideiglenes vágányaihoz építettek. Az építkezés során a töltés egy szakasza kigyulladt. A helyi közvélemény a csatornatársaságot hibáztatta, de kiderült, hogy az ok a talajban lévő gyúlékony ásványi anyagok kombinációja volt, amelyek spontán meggyulladtak. Ezenkívül az 1830-as években a talajmechanikát nem ismerték kellőképpen, és a töltés az építkezés során többször megcsúszott és egyenetlenül süllyedt. Még a munka befejezése után is, a csúszások és kiömlések legalább 1844-ig továbbra is gondot okoztak Stephensonnak.
A viadukton végzett munkálatok költsége 28 000 font volt (2023-as árakon körülbelül 318 000 font). Bár 15 százalékkal túllépte a költségvetést, a túllépés kedvezően hasonlítható a vonal több más nagy mérnöki munkájához, különösen a Kilsby alagúthoz, amely az eredeti becslés több mint háromszorosába került. 1838 áprilisára, az L&BR megnyitására a viadukt elkészült, de csak szeptemberben nyílt meg, mivel a Kilsby alagútnál északabbra előre nem látható késedelmek miatt az építkezés elhúzódott. Az alagút elkészültéig a vonatok Denbigh Hallig közlekedtek, és az utasokat postakocsival továbbították Rugbyig (alig több mint 48 kilométer távolság), hogy befejezzék az útjukat. 1846-ban az L&BR a London and North Western Railway (LNWR) részévé vált. Az LNWR megduplázta a vonal szélességét négy vágányra London és Roade (Northampton közelében) között. A szélesítés Wolvertonnál egy majdnem azonos kéktéglás híd formájában valósult meg, amelyet 1882-ben építettek a meglévő viadukt keleti oldalára. A két szerkezet közötti csatlakozás alulról is jól látható, mivel a bővítés nincs összeépítve az eredetivel. Az útvonal a 20. századi államosításkor a West Coast Main Line része lett. A British Rail 1958-ban korszerűsítéseket hajtott végre, amelyek során a viaduktot villamosították, és a viaduktra oszlopokat erősítettek a felsővezetékek hordozására. A viadukt felépítése hasonló az északnyugatra, Rugby és Coventry között található Brandon viaduktéhoz, de a Wolverton a legmagasabb az L&BR által épített számos hasonló viadukt közül. A befejező pillérek és az ívekkel díszített nagyméretű támpillérek Stephenson több viaduktjának közös jellemzői, és a tervezés szabványosításának egy korai formáját mutatják.
A hidat 2001 júliusában II. fokozatú műemlékké nyilvánították. A műemléki védettség jogi védelmet biztosít az engedély nélküli bontással vagy nem megfelelő átalakítással szemben, és a történelmi és építészeti jelentőségű építményekre vonatkozik.

## Értékelés

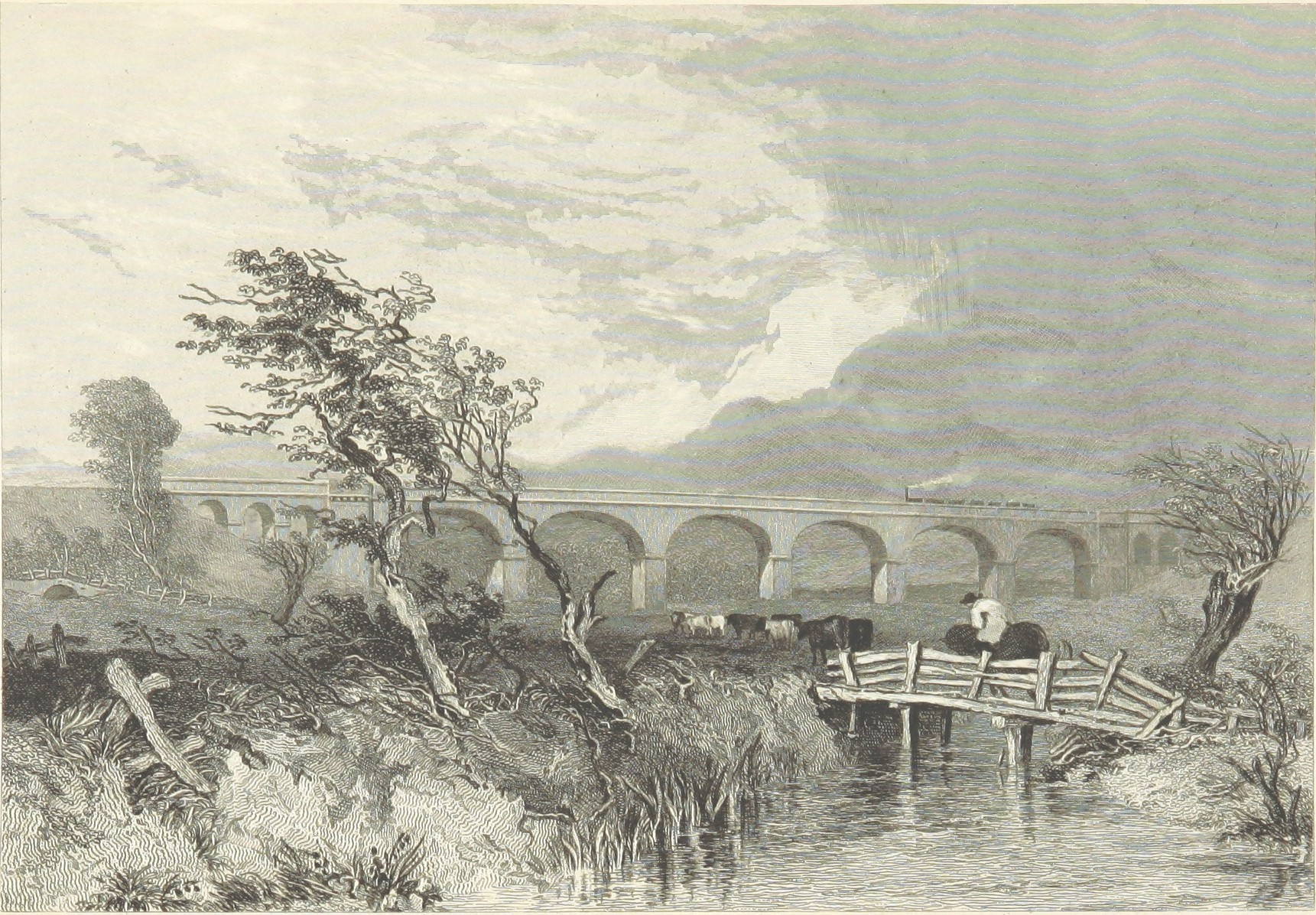
1830-as évekbeli rajz, amely egy újonnan épített íves hidat ábrázol a nyílt terepen. Thomas Roscoe litográfiája a Wolverton Viaduktról (1839)

1839-ben John Cooke Bourne művész kiadta A Series of Lithographic Drawings on the London and Birmingham Railway című sorozatát, amely a Wolverton Embankment és Viaduct illusztrációit is tartalmazta. Bourne mindkét szerkezetet még építés alatt ábrázolta. A gát rajzán egy vonat látható, amely a végén lerakandó törmeléket szállít; a vonat a távolban látható, és a gáthoz képest kicsinyes mérete a munkálatok méretét és a lassú előrehaladást érzékelteti. Bourne a viaduktot majdnem teljesen elkészültnek mutatja, de több részét állványzat veszi körül, és két középpont (az ív kialakításához használt fából készült támaszok) még mindig a helyszínen van. A rajz jellemző Bourne munkáira, hogy a hidat a változó táj részeként mutatja be,  a viadukt megjelenése a változtatások ellenére nagyrészt ugyanaz, mint Bourne illusztrációján.
A vasút megnyitásakor több korabeli kommentátor a mérnöki munka mértékét a római mérnöki munkához, különösen a római vízvezetékekhez hasonlította. Michael Bonavia, az 1980-as években író vasúttörténész kedvezően értékelte az összehasonlítást, és különösen a Wolverton viaduktot nevezte "gyönyörűen kiegyensúlyozott szerkezetnek", "klasszikus eleganciával". A National Heritage List for England bejegyzése a viaduktról úgy írja le, hogy "az első távolsági vasútvonal egyik fő nevezetessége és az egyik legkorábbi ilyen léptékű viadukt". Gordon Biddle vasúttörténész "kecses építménynek" és a "legjelentősebb L&BR emlékműnek" nevezte a vasút által uralt Wolverton város környékén. David Jenkinson az L&BR megnyitásának 150. évfordulójára készített történetében megjegyezte, hogy Stephenson hídjai, köztük a Wolverton viadukt, "nem voltak olyan merészek és látványosak", mint sok későbbi híd, "de a maguk idejében páratlanok voltak, és többnyire még mindig ott vannak". A Wolvertont kifejezetten úgy jellemezte, mint amely "a stílus és az egyensúly olyan harmóniájával rendelkezik, amelyet ritkán tudtak felülmúlni." Derrick Beckett építőmérnök hasonló következtetésre jutott, és a Wolvertont kedvezőtlenül hasonlította össze Isambard Kingdom Brunel nyugat-londoni Wharncliffe viaduktjával, amely körülbelül ugyanebben az időben épült, de azt írta, hogy "mindazonáltal [a Wolverton] jelentős vizuális hatással bír." A Wolverton Viaduktot a legkevésbé sem lehetett volna a nyugat-londoni Wharncliffe Viadukthoz hasonlítani.